# クエ・ゴック・ハイ
クエ・ゴック・ハイ（桂玉海、ベトナム語：Quế Ngọc Hải / 桂玉海、1993年5月15日 - ）は、ベトナム出身のサッカー選手。

## 来歴
2014年11月22日、ゴック・ハイはAFFスズキカップのインドネシア戦で代表初ゴールを記録した。

## 所属クラブ
- ソンラム・ゲアンFC 2012-2018
- ベトテルFC 2019-